# Bruce Riedel
Pour les articles homonymes, voir Riedel.
Bruce O. Riedel, né en 1953 à New York, est un expert américain en sécurité, en renseignement et contre-terrorisme. Il est actuellement conseiller au Center for Middle East Policy au sein de la Brookings Institution, et professeur au Paul H. Nitze School of Advanced International Studies. Il est aussi conseiller au Albright Stonebridge Group. Il a travaillé en qualité d'analyste et d'expert en contre-terrorisme au sein de la CIA pendant 29 années, jusqu'à sa retraite en 2006, conseillant quatre présidents sur les questions du Moyen-Orient et de l'Asie du sud dans le cadre du NSC.

## Biographie

### Jeunesse et éducation
Né en 1953 dans le Queens à New York, il est âgé de 10 ans quand son père, conseiller politique aux Nations unies, se rend à Jérusalem avec sa famille, puis plus tard à Beyrouth.
Bruce Riedel obtient un Bachelor of Arts en 1975 à la Brown University, puis un Master of Arts en 1977 à Harvard. En 2002-2003, il assiste aux cours du Royal College of Defence Studies à Londres.

### Carrière

#### CIA: 1977-2006
En 1977, Riedel commence une carrière d'analyste au sein de la CIA, dans laquelle il passe la majeure partie de sa vie professionnelle.
Il prend sa retraite en 2006.

#### Depuis 2006
Il est actuellement conseiller au Center for Middle East Policy au sein de la Brookings Institution, et professeur au Paul H. Nitze School of Advanced International Studies. Il est aussi conseiller au Albright Stonebridge Group. 
Il est conseiller politique de Barack Obama durant la campagne électorale de 2008. En février 2009, il est nommé président d'un comité chargé de réviser la politique américaine en Afghanistan et au Pakistan.
En 2011, il est conseiller chargé de la poursuite du terroriste Umar Farouk Abdulmutallab à Détroit.

## Distinctions
- Department of Defense Distinguished Civilian Service Award (1997)
- Distinguished Intelligence Medal (2001)
- Meritorious Honor Award (2006)

## Sources
- Articles by Bruce Riedel from Council on Foreign Relations
- Al Qaeda Strikes Back - Bruce Riedel, Foreign Affairs, May/June 2007
- A New Pakistan Policy: Containment - Bruce Riedel, New York Times, 15 octobre 2011